# La Barben
La Barben is een gemeente in het Franse departement Bouches-du-Rhône (regio Provence-Alpes-Côte d'Azur). De plaats maakt deel uit van het arrondissement Aix-en-Provence. La Barben telde op 1 januari 2022 852 inwoners.

## Geografie
De oppervlakte van La Barben bedroeg op 1 januari 2022 22,85 vierkante kilometer; de bevolkingsdichtheid was toen 37,3 inwoners per km².
De onderstaande kaart toont de ligging van La Barben met de belangrijkste infrastructuur en aangrenzende gemeenten.

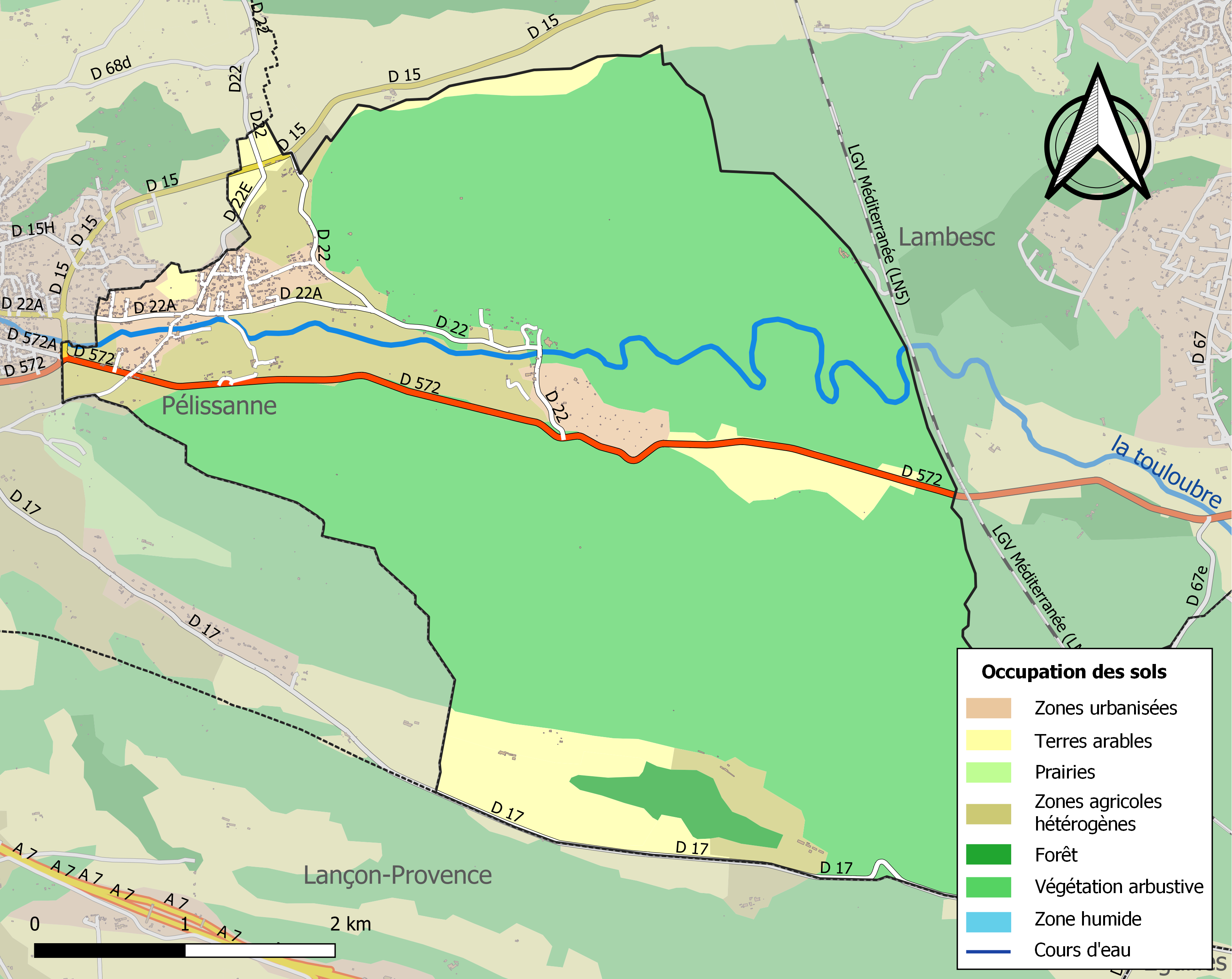

## Demografie
Onderstaande figuur toont het verloop van het inwonertal (bron: INSEE-tellingen).
Vanwege een beveiligingsprobleem met de MediaWiki Graph-software is het momenteel niet mogelijk deze grafiek weer te geven. Zodra de software is bijgewerkt zal de grafiek vanzelf weer zichtbaar worden.